# الجرد

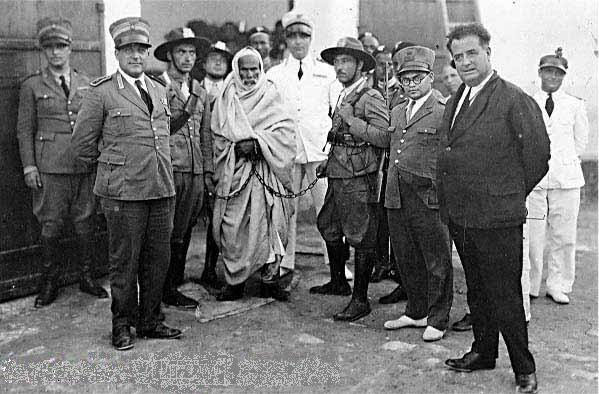
عمر المختار مرتدياً الجرد

الجرد هو اللباس التقليدي الشعبي الليبي. هو الرداء الذي يلبسه الرجال وقد تميز به الليبييون من قديم الزمان وما زاوال إلى وقتنا هذا يلبسونه في مناسباتهم الدينية والقومية حتى خارج البلد كزي وطني يختص بهم دون غيرهم ويكتسب هذا الزي عندهم نوعاً من التميز الواضح بين أنماط الأزياء الأخر. وهو الرداء الذي ارتبط بفترة الجهاد الليبي حيث اعتقل وأعدم رمز الجهاد الليبي (عمر المختار) وهو يرتدي هذا الزي.
والحولي فهو عبارة عن قطعة قماش كبيرة (4- 6 × 5. 1 م) تنسج من صوف الغنم، وغالباً مايكون الحولي أبيض اللون، أما البني فنادر. وبعض النساء تتخذه مقصباً بالأسود أوالبني وتتأرجح الجودة والسعر بين ماهو مصنوع من خيوط بنعومة الخيش، وبين النماذج المصنوعة من صوف ثخين. ويكون بلونين الأبيض وهو السائد والبني ويطلق عليه عباءة. ويطلق عليه أحيانا (حولي) ويرجع ذلك إلى فترة إعداده التي تستغرق سنة كاملة: تبدأ باختيار الصوف المناسب واتنقائه من الشوائب ثم غزل الصوف يديوياً ثم نسجه يدوياً.
ويرجع أصل هذا الزي إلى عصور موغلة في القدم وفيه تشابه مع الزي الذي كان يرتديه نبلاء روما. وفي جبل نفوسة يستعمل الرجل عباءته في السفر: لباسا، وفراشا، وغطاء، وخيمة عند اشتداد الهجير، وكذلك قد يستعمل جرده، كحبل لسحب الماء من مواجل السبيل.
وترجع تسمية الجرد إلى العباآت التي يظهر عليها علامات القدم كانتهاء فرائها (الجرد) – من الفعل (يجرد) أي أصبح مجرّدا من وبر الصوف.

## أنواعه
1)أبيض: ويصنع من الصــوف البيضاء الثقيلة، يلبس في الشتاء، تزين أطرافه رقيمات صغيرة الحجم، وتستعمل في الأيام العادية والأفراح وكذلك في المآتم.
2) عباءة بنية: وتصنع من الصوف الثقيلة البنية تلبس في الشتاء، وهي بدون حواشي زخرفية، ولكن في حافتيها خطان أبيضان. وهي لا تلبس في الأفراح ولا المآتم.
3)عباءة حمراء: ويسري عليها مايسري على سابقتها، ما عدى أن البعض يتشائم من صناعتها ولبسها.
4) آخماسي: وهي عباءة بيضاء من الصوف الخفيف لاستعمالها في الصيف وتزين أطرافها زخارف رقيقة صغيرة الحجم، تلبس في الأفراح وفي المآتم. المقنى لا تستعمله إلا الفتاة المقبلة على الزواج فهو علامة اجتماعية فارقة ويلبس في المناسبات.المقنى يصنع بعباءة بنية قاتمة وليست بيضاء. - أخماسي / عباءة بيضاء وفيها حواشي صغيرة «تقيقاز» وهي تلبس في الفرح والمآتم.
وتشتهر بعض المناطق في ليبيا بحياكة الحولي:
(الحولي الجبالي) يحاك في الجبل وفي نالوت خاصة من الصوف المغزول محلياً وكان هذا النوع أكثر الحوالي بياضاً في إنتاج ليبيا وذلك لأن الصوف كان يبيض باستعمال الجبس المخفف بالماء وكان مقياس الحولي الجبلي حوالي 16 قدماً بخمسة أقدام
و(العبى الجبالية) وهي من النوع الثقيل كانت تصنع من الصوف المغزول محلياً بواسطة الأنوال العمودية وكانت النساء يقمن بحياكتها خاصة في منطقة مصراتة.

## طرق اللباس
يلبس الرجال العباءة الصوفية بطرق كثيرة ومتعددة وكل شخص له مطلق الحرية في طريقة لبسه لجرده بالكيفية التي تناسبه وهذا بعد أن يراعى الأحوال الجوية وطبعاً هذا في الظروف العادية أما في أوقات العمل أو الظروف الجوية القاسية يصبح الرجل ملزم بأن يلبس عباءته بطريقة معينة. ويقضي الرجال وقت طويل في تنظيمها وتعديلها ووضعها على الرأس مرة وأخرى على الكتف.
يلف الحولي على أغلب أطراف الجسد حيث تتم بتمرير أحد أطرافه المتقدمة من تحت الإبط ليلتقي بالطرف المتدلي منه على الكتف والتحامها في ربطة على الصدر من الجهة اليسرى. موضع ربطة (الحُولي) الليبي على الجهة اليسرى من الصدر وتأخذ هذه الربطة شكلاً مكوراً صغيراً لا يتجاوز حجمها في الغالب على حبة من ثمار المشمش المتوسطة الحجم.
وتسمي هدة الربطة بالتكمية كما أن أفضل أنواع الجرد الأبيض يصنع في مدينة جادو بالجبل الغربي حيت وصل سعر أحد الجرود الي 2000 دينار ليبي ما يعادل حوالي 1600 دولار أميركي ووزنه لم يتعد 3 كيلوجرام